# باول باسكال
باول باسكال (بالفرنسية: Paul Pascal)‏ هو رسام فرنسي، ولد في 1839 في تولوز في فرنسا، وتوفي في 1905.